# Dominika Stelmach
Dominika Stelmach z domu Stawczyk (ur. 28 lutego 1982) – polska lekkoatletka, biegaczka długodystansowa.

## Życiorys
W 2000 r. zdała egzamin maturalny w I Liceum Ogólnokształcącym im. Mikołaja Kopernika w Łodzi. W 2011 ukończyła marketing sportu na SGH. Jest historykiem i europeistką (UŁ). Studiowała także wychowanie fizyczne. Jest instruktorem sportu i fitnessu. Specjalizuje się w lekkiej atletyce, w biegach długich.
Złota medalistka mistrzostw Polski w biegach górskich, reprezentantka kraju na mistrzostwach świata w tej specjalności.
Złota medalistka mistrzostw Polski w maratonie (2017).
Triumfatorka Wings for Life (w 2015 w Polsce, w 2016 w Australii, w 2017 była najlepsza na świecie ustanawiając rekord imprezy w Chile, w 2018 r. zwyciężyła w Pretorii (Południowa Afryka), w 2019 r. zwyciężyła w Rio de Janeiro z drugim wynikiem na świecie, a w 2024 w Polsce osiągając najlepszy wynik na świecie - przebiegła 55,02 km).
Wicemistrzyni Świata w długodystansowym biegu górskim (Karpacz, 2018.06.24).
W 2024 wygrała warszawski Bieg Konstytucji 3 Maja.
Mieszkanka warszawskiego Ursynowa.

## Rekordy życiowe
- maraton – 2:36:45 (2021)
- bieg na 100 kilometrów - 7:04:36 - Rekord Europy (30 sierpnia 2020, Pabianice)[12]